# Enric I de Reuss-Schleiz (1639 - 1692)
Enric I de Reuss-Schleiz (en alemany Heinrich I Reuß zu Schleiz) va néixer a Schleiz (Alemanya) el 26 de març de 1639, i va morir a Köstritz el 18 de març de 1692. Era un noble alemany, fill del comte Enric III 1603-1640 i de Juliana Elisabet de Salm-Neufviller (1602-1653).

## Matrimoni i fills
El 9 de febrer de 1662 es va casar a Viena amb Esther de Hardegg (1634-1676), filla de Juli III de Hardegg Glatz Marchlande (1594-1684) i de Joana Susanna de Hardegg (1600-1639). Fruit d'aquest matrimoni nasqueren:
- Maria Caterina, nascuda i morta el 1663.
- Magdalena Juliana (1664-1665).
- Eva Maria (1666-1667).
- Emília Agnès (1667-1729), casada amb Frederic de Saxònoa-Weissenfels (1673-1715).
- Enric XI (1669-1726), casat primer amb Joana Dorotea de Tattenbach-Geilsdorf (1675-1714) i després amb Augusta Dorotea de Hohenlohe (1678-1740).
- Enric XII, nascut i mort el 1670.
- Sofia Magdalena, nascuda i morta el 1671.
- Susanna Maria (1673-1675).

El 22 d'octubre de 1677 es casà per segona vegada, a Regensburg, amb Maximiliana de Hardegg (1644-1678), filla de Felip de Hardegg i d'Eva Maria de Sinzendorf, amb qui va tenir un fill, Enric XIX nascut i mort el 1678.
I el 16 de maig de 1680 es casà finalment a Asch (Bohèmia), amb Anna Elisabeth von Sinzendorf (1659-1683), filla de Rodolf I de Sinzendorf (1636-1677) i d'Eva Susanna Sinzendorf Pottendorf (1636-1709). Aquest tercer matrimoni va tenir tres fills més:
- Enric XXIV (1681-1748), casat amb Emma Elionor de Promnitz-Dittersbach (1688-1776).
- Eva Elisabet (1682-1683).
- Eva, nascuda morta el 1683